# Trichopsomyia catharinensis
Trichopsomyia catharinensis är en tvåvingeart som först beskrevs av Günther Enderlein 1938.  Trichopsomyia catharinensis ingår i släktet gallblomflugor, och familjen blomflugor. Inga underarter finns listade i Catalogue of Life.